# Rajbiraj
Rajbiraj (in nepalese राजविराज) è una municipalità del Nepal, capoluogo del distretto di Saptari, nella provincia di Madhesh.